# Itsuki Urata
Itsuki Urata (浦田 樹 Urata Itsuki?), född 29 januari 1997 i Tokyo prefektur, är en japansk fotbollsspelare.
Urata började sin karriär 2015 i JEF United Chiba. Efter JEF United Chiba spelade han för PSTC, FC Ryukyu och Giravanz Kitakyushu.